# Álvaro Xavier de Castro
Álvaro Xavier de Castro (Guarda 9 de noviembre de 1878 - Coímbra 29 de junio de 1928) fue un comandante de Infantería y un político portugués de la Primera República Portuguesa, que fue parte de la Junta Constitucional que gobernó Portugal después del derrocamiento del gobierno dictatorial del general Pimenta de Castro, en 1915.
Más tarde desempeñó, entre otras funciones, el cargo de gobernador general de Mozambique (entre 1915 y 1918) y fue dos veces presidente de la Consejería (equivalente al actual puesto de primer ministro).

## Biografía
Álvaro de Castro asistió a la Escuela Militar y estudió en la Universidad de Coímbra.
Fue un republicano desde su juventud, habiendo colaborado en las publicaciones Revista Nova y Arte e Vida, participando activamente en las conspiraciones de Coímbra de 1908 y 1910. Fue diputado en la Asamblea Constituyente de 1911 y más tarde fue nombrado ministro de la Justicia del gobierno de Afonso Costa, en enero de 1913, y ministro de la Hacienda en el gobierno de Azevedo Coutinho, en diciembre de 1914. Más tarde fue también primer ministro, ministro de las Colonias, ministro del Interior y ministro de la Guerra.
El 14 de mayo de 1915 encabezó, junto con el general Sá Cardoso, un movimiento político-militar que llevó al derrocamiento del gobierno de Pimenta de Castro y a la restauración de la Constitución portuguesa de 1911.
Participó en el levantamiento antisidonista de Santarém de 11 de enero de 1919 (junto a otros republicanos históricos, entre los cuales se encontraba Machado Santos), con la intención de restaurar la pureza de los ideales de la proclamación de la República de 1910 y restaurar la Constitución de 1911 (que había sido cambiada durante la presidencia de Sidónio Pais). Esto implicaba la caída inmediata del gobierno liderado por João Tamagnini Barbosa y el derrocamiento del presidente João do Canto e Castro, que era considerado un continuador de las políticas sidonistas. Al día siguiente, el presidente de la Consejería ordenó el asedio de los insurgentes en Santarém, que finalmente se rindieron y fueron derrotados.
El 28 de febrero de 1919 fue nombrado comendador de la Orden de Avis, el 13 de marzo de 1919 fue nombrado gran oficial de la Orden de la Torre y de la Espada, y el 28 de junio de 1919 fue nombrado comendador de la Orden de Santiago de la Espada.
Más tarde ayudó a fundar y fue líder del Partido Republicano de la Reconstrucción Nacional (el "Partido Reconstituyente"), una rama del Partido Republicano Liberal resultante de la fusión del Partido Evolucionista con el Partido de la Unión Republicana. En estas circunstancias, dio su apoyo al primer gobierno de António Granjo en 1920. Sin embargo, le retiró su apoyo y él propio fue nombrado presidente de la Consejería de Portugal (primer ministro), durante la Primera República, por un corto tiempo (desde el 20 de noviembre hasta el 30 de noviembre de 1920). Luego fue reemplazado por Liberato Pinto, teniente coronel de la GNR.
Mientras, se acentuó la crisis política en Portugal. Los partidos de derecha (los liberales, ya sin su carismático líder António Granjo que fue asesinado durante la Noche sangrienta), los reconstituyentes liderados por Álvaro de Castro, y sidonistas del Partido Nacional Republicano se unieron para hacer frente a la hegemonía del Partido Democrático. Estas fuerzas crearon un nuevo partido, el Partido Republicano Nacionalista, en el cual Álvaro de Castro sería uno de sus personajes más prominentes. En estas circunstancias fue nombrado por segunda vez presidente de la Consejería, entre el 18 de diciembre de 1923 y el 6 de julio de 1924.
Con el advenimiento de la dictadura militar en 1926, se exilió en París, donde continuó luchando por la devolución del orden democrático a Portugal, junto a sus antiguos partidarios del Partido Republicano Portugués. Además de la actividad en la Liga de París, reanudó la colaboración con los periódicos, escribiendo, entre otras cosas, artículos de crítica literaria.
Cayó enfermo, y luego su familia y amigos pidieron autorización para que pudiese regresar al país, que le fue concedida. Murió poco después de regresar a Portugal.
El 14 de julio de 1932, Álvaro de Castro fue galardonado, a título póstumo, con la gran cruz de la Orden del Imperio Colonial.